# Dao Vallis
Dao Vallis es un valle marciano, situado en el hemisferio sur del planeta.

## Características
Se localiza en los límites orientales de la Hellas Planitia. Comenzando en las estribaciones meridionales del volcán Hadriacus Patera, discurre  con una orientación primero NE-SW y después E-W.
El tramo alto y medio del cañón es inusualmente ancho, lo que sugiere un colapso estructural y ensanchamiento posterior a la formación inicial del cañón. En algunas partes llega a tener una anchura de 40 km. En su tramo norte alcanza una profundidad de 2400 metros. Al alcanzar el lecho de la Hellas Planitia tras un recorrido de 750 km, el Dao Vallis continúa adentrándose en la planicie a lo largo de 500-750 km más como un canal de relieve mucho menos marcado que el del cañón propiamente dicho.
El Niger Vallis, cañón tributario, discurre de forma aproximadamente paralela a unos 60 km al sureste del Dao Vallis hasta que tras un requiebro, ambos se unen.
La nomenclatura del Dao Vallis hace referencia a la palabra en tailandés para estrella.